# Felipe Perrone
Felipe Perrone Rocha (Rio de Janeiro, 27. veljače 1986.), brazilski i španjolski vaterpolist na poziciji krila. 
Visok je 183 cm i težak 95 kg. Između 2005. i 2013. te ponovno od 2018. nastupa za španjolsku reprezentaciju, a od 2001. do 2004. te od 2014. do 2016. bio je član brazilske reprezentacije. 
Godine 2019. nastupao je i osvojio svjetsko srebro za španjolsku reprezentaciju. Njegov deset godina stariji brat Ricardo također je igrao u španjolskoj reprezentaciji. 
Felipe je trenutačno igrač Barcelonete čiju kapicu nosi od 2017. godine. Prije je igrao za Barcelonu (2002. – 2005.), Barcelonetu (2005. – 2007., 2008. – 2010., 2012. – 2015.), Savonu (2007. – 2008.), Pro Recco (2010. – 2012.) i Vaterpolski klub Jug Dubrovnik (2015. – 2017.). Kao igrač Barcelone osvojio je Kup LEN 2004. godine. U redovima Barcelonete sedam puta je slavio naslov španjolskog prvaka (2006., 2007., 2009., 2010., 2013., 2014., 2015.), sedam puta osvajača španjolskog kupa (2006., 2007., 2009., 2010., 2013., 2014., 2015.) i jednom europskog prvaka (2014.). U Ligi prvaka u sezoni 2014./15. izabran je za najboljeg igrača završnog turnira na kojem je njegova Barceloneta zauzela treće mjesto. 
Igrajući za Pro Recco dva puta se uresio naslovom talijanskog prvaka (2011., 2012.), jednom osvajača talijanskog kupa (2011.), jednom pobjednika Jadranske lige (2012.) i jednom prvaka Europe (2012.). 
U svojoj prvoj sezoni u dubrovačkom Jugu 2015./16. osvojio je sva četiri trofeja. Dao je značajan doprinos osvajanju hrvatskog kupa, Jadranske lige, hrvatskog prvenstva i Lige prvaka. Bio je najbolji strijelac Jadranske lige postigavši 42 pogotka u 16 utakmica (2.63 pogotka po utakmici). Proglašen je najboljim igračem završnog turnira Lige prvaka održanog u Budimpešti od 2. do 4. lipnja 2016. godine. U četvrtzavršnoj utakmici protiv Egera postigao je 1 od 8 Jugovih pogodaka, u poluzavršnoj protiv Pro Recca 4 od 10 u četirima četvrtinama, a u završnoj protiv Olympiakosa 2 od 6. Prilikom raspucavanja peteraca protiv Pro Recca oba puta je bio precizan. U šestom nizu je uspješno realizirao peterac, pa je zatim na drugoj strani Marko Bijač glavom obranio Filipu Filipoviću i odveo Juga u završnicu. U završnoj utakmici protiv Olympiacosa Perrone je realizirao peterac izboren 11 sekundi prije kraja povisivši Jugovo vodstvo na dva pogotka razlike i osiguravši tako naslov prvaka Europe. Stoga se smatra najboljim strancem u povijesti dubrovačkog kluba. U ožujku 2016. u bolnici u Dubrovniku operirao je slijepo crijevo i stoga izostao sa završnog turnira Jadranske lige koju je Jug ipak osvojio.
Osvojio je zlatnu medalju za Španjolsku na Europskom prvenstvu u Hrvatskoj 2024. godine.